# Corea del Sur en los Juegos Paralímpicos de Lillehammer 1994
Corea del Sur estuvo representada en los Juegos Paralímpicos de Lillehammer 1994 por dos deportistas masculinos. El equipo paralímpico surcoreano no obtuvo ninguna medalla en estos Juegos.